# ایر آلاند
ایر آلاند (به انگلیسی: Air Åland) یک شرکت هواپیمایی با کد یاتا N9 2Q است که در ۲۰۰۵ میلادی تأسیس شده‌است. دفتر مرکزی ایر آلاند در ماریهام، جزایر الند، فنلاند واقع شده‌است و قطب این شرکت هواپیمایی در فرودگاه ماریاهام قرار دارد و به ۳ مقصد، پرواز انجام می‌دهد.